# Saulnot
Saulnot is een gemeente in het Franse departement Haute-Saône (regio Bourgogne-Franche-Comté) en telt 815 inwoners (2011). De plaats maakt deel uit van het arrondissement Lure.

## Geografie
De oppervlakte van Saulnot bedraagt 27,1 km², de bevolkingsdichtheid is 30,1 inwoners per km².

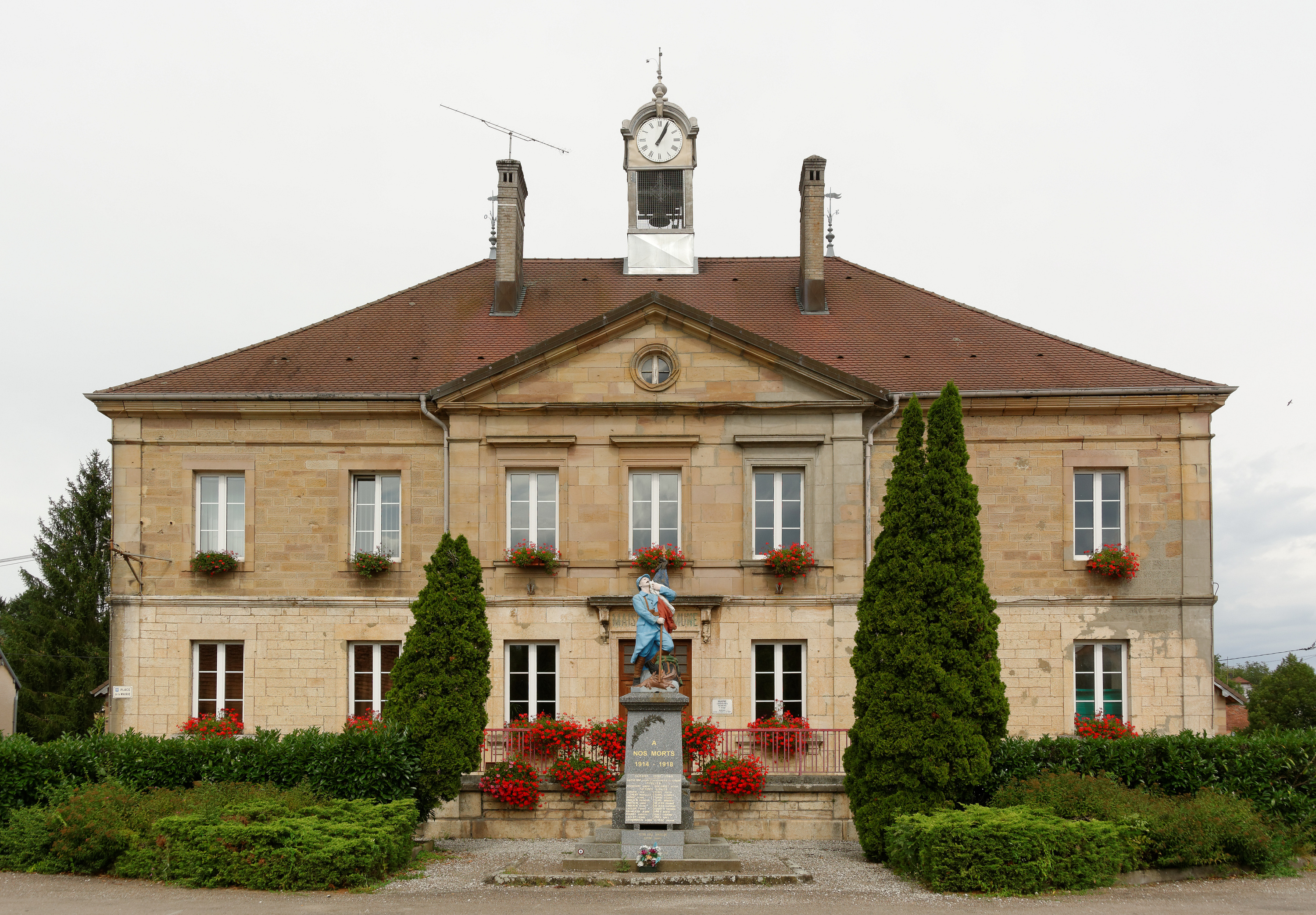
Saulnot

De onderstaande kaart toont de ligging van Saulnot met de belangrijkste infrastructuur en aangrenzende gemeenten.

## Demografie
Onderstaande figuur toont het verloop van het inwonertal (bron: INSEE-tellingen).